# Nicole Giguère
Pour les articles homonymes, voir Giguère.
Nicole Giguère est une réalisatrice, artiste vidéo et graveuse canadienne née à Québec le 24 juin 1948. 

## Biographie
Nicole Giguère fait des études en psychologie et en animation. Au début des années 70, après une expérience dans le domaine de la radio communautaire, elle s'initie à la vidéo et fonde en 1973, avec Helen Doyle et Hélène Roy, le groupe La femme et le film qui deviendra en 1979 Vidéo Femmes, un collectif visant la production et la distribution de vidéogrammes réalisés par et pour des femmes.
Accompagnée d’Helen Doyle, elle coréalise l’année suivante trois émissions pour la Télévision communautaire de Québec puis son premier documentaire en 1975, Philosophie de boudoir, qui prend place au sein du Salon de la femme de Québec. S’impliquant durant une dizaine d’années à Vidéo Femmes, Nicole Giguère y signe à la fois des documentaires, des courts-métrages de fiction, des clips ou films musicaux. 
S'établissant à Montréal en 1986 en tant que scénariste et réalisatrice indépendante, elle collabore entre autres à plusieurs séries documentaires pour la télévision. 
Elle rejoint en 2007 le conseil d'administration du groupe des Réalisatrices équitables.

## Œuvre
Ses premières réalisations abordent des questions spécifiquement féministes (C'est pas le pays des merveilles où elle traite de la santé mentale des femmes ; Tous les jours… tous les jours… tous les jours… qui porte sur le harcèlement sexuel). Elle s'intéresse ensuite à la place des femmes dans les pratiques artistiques (On fait toute du showbusiness sur quinze Québécoises évoluant dans le milieu de la musique rock; L'Humeur à l'humour sur les Québécoises ayant fait carrière en humour). Certaines de ses œuvres empruntent une forme s'apparentant au vidéoclip, comme le court métrage Histoire infâme, dont la structure repose sur une chanson de Louise Portal et qui fait partie de la collection du Musée des beaux-arts du Canada. 
Si ses préoccupations demeurent largement féministes, elle aborde à partir de la décennie 1990 différents sujets sociaux : Aller simple pour Sirius - L'ordre du temple solaire est un grand reportage retraçant l'histoire de l'Ordre du temple solaire, tandis qu'Alice au pays des gros nez et On me prend pour une Chinoise traitent sur un ton très personnel du phénomène de l'adoption des petites filles chinoises par des Occidentaux.
Nicole Giguère est également artiste graphique, ayant notamment créé des eaux-fortes.

## Filmographie
- 1975 : Philosophie de boudoir (coréalisation : Helen Doyle)
- 1981 : C'est pas le pays des merveilles (coréalisation : Helen Doyle)
- 1982 : Tous les jours... tous les jours... tous les jours... (coréalisation : Johanne Fournier)
- 1984 : On fait toutes du show-business
- 1986 : Je voudrais voir la mer
- 1988 : Histoire infâme
- 1989 : L'Humeur à l'humour (coréalisation : Michèle Pérusse)
- 1997 : Aller simple pour Sirius - L'ordre du Temple solaire
- 1998 : Dépasser l'âge
- 1999 : Barbie la Vénus de vinyle
- 2001 : Québec en ondes
- 2003 : Alice au pays des gros nez
- 2003 : Entretien avec Anne Claire Poirier
- 2011 : On me prend pour une Chinoise
- 2019 : Prisons sans barreaux (coréalisation : Isabelle Hayeur)[18]

## Prix remportés
- 1989 : Prix Télébec au 8e Festival du cinéma international en Abitibi-Témiscamingue pour L'Humeur à l'humour[19].
- 1997 : Prix Gémeaux du meilleur documentaire pour Aller simple pour Sirius - L'ordre du temple solaire[1].
- 2003 : Prix de l’Office des Communications sociales, Culture et Société, pour Québec en ondes[20].

## Rétrospectives
- 1998 : Arrêt sur image : Helen Doyle et Nicole Giguère, deux cinéastes au mitan de leur parcours, Musée de la civilisation, Québec.